# دهستان فامور
دهستان فامور نام دهستانی در جره و بالاده شهرستان کازرون در استان فارس است. روستاهای آن در اطراف دریاچه فامور، پراکنده شده‌اند. فامور، جزء مناطق گرمسیری فارس محسوب می‌شود و در منابع جغرافیایی به آن اشاره شده‌است.
ابن حوقل، در سفرنامه خود می‌نویسد: ‹‹ سرزمین فارس به وسیله خطی که از نزدیکیِ ارجان به نوبندجان و از آن جا به جره، آن گاه بر حدود سیف تا کارزین منتهی می‌شود و سپس امتداد آن به زم دارابجرد تا فرج و تارم کشیده می‌شود، به دو منطقه تقسیم می‌گردد. قسمت‌هایی که در جنوب واقع اند، گرمسیر و قسمت‌های شمالی، سردسیرند و در منطقه گرمسیر نواحی ارجان … جره، مور (فامور) و … ››.
در شمال و جنوب منطقه فامور، دو رشته کوه به موازات هم از غرب به شرق کشیده شده‌اند که ادامه همان دو رشته کوهی است که جلگه فامور در بین آنها قرار گرفته است. این رشته کوه‌ها، دنباله کوهستان زاگرس است که از کوه معروف دنا در شمال غربی فارس جدا می‌شود. در همین رشته کوه شمالی فامور است که راه پْرپیچ و خم قدیمی شیراز و کتل‌های سخت و ناهموار «دختر» و «پیره زن» قرار دارد. وجود همین کوه‌ها، موقعیتی خاص برای جلگه و منطقه فامور ایجاد کرده‌است، یعنی تابستان‌های گرم، زمستان‌های معتدل، بهار فوق‌العاده سبز و خرم ولی کم دوام.
روستاهای فامور در جلگه نسبتاً همواری قرار دارند که از پریشان تا قلعه نارنجی، شمال آن‌ها را کوه فرا گرفته و از جنوب به دریاچه محدود شده و از نرگس زار تا ملا اره که در محور مقابل قرار دارند، از ناحیه شمال به دریاچه فامور محدود می‌شوند و در جنوب آن‌ها رشته کوه جنوبی واقع شده‌است.
مردم این روستا از طایفه لرتبار مالکی هستند و به گویش لری محلی تکلم می کنند.
از نظر جهت‌های جغرافیایی، در مشرق دهستان فامور شهر شیراز، درشمال، کوهمره و دشت ارژن قرار دارند و در امتداد جره، فیروزآباد و فراشبند قرارگرفته‌اند. از نظر سیاسی، فامور پیش از اسلام، در زمان ساسانیان جزء کوره شاپور که یکی از پنج کوره فارس بوده، قرار داشته‌است. بعد از اسلام، در تقسیم‌بندی چهارگانه که فارس به صورت ملوک الطوایفی درآمد و به چهار قسمت: شبانکاره، فارس، کهگیلویه و لارستان تقسیم شد، جزء فارس قرار گرفت. در سال ۱۲۹۱ شمسی، فارس به هشت ناحیه تقسیم گردید؛ از جمله ولایت قشقایی که جره و فامور جزء ولایت قشقایی قرارگرفت. در سال ۱۳۳۴، ایران به ده استان و چهار فرمانداری کل و دوازده شهرستان تقسیم شد که فارس استان هفتم شد.